# Psilosticha barypasta
Psilosticha barypasta là một loài bướm đêm trong họ Geometridae.